# Фрумоасский Троицкий монастырь
Фрумоасский Свято-Троицкий монастырь (Монастырь Фрумоаса; рум. Mănăstirea Frumoasa, ранее — Фрумошский Успенский монастырь) — женский монастырь Унгенской и Ниспоренской епархии Русской православной церкви в селе Фрумоаса Каларашского района Молдавии.

## История
Обитель основана осенью 1804 года в урочище Фрумушика резешем Ефремом Юрку (впоследствии — схимонах Евфимий). К нему присоединились монахи из Нямецкого монастыря: иеромонахи Серафим, Иоанникий, Макарий и монах Афанасий, которые были учениками Паисия Величковского. Первое документальное упоминание датировано 10 июня 1807 года. В 1807—1808 годах построена деревянная Успенская церковь.
До 1810 года скит возглавлял иеромонах Серафим, а затем схимонах Евфимий. В 1812 году в скиту проживало 17 монахов и 8 послушников. В том же году митрополит Гавриил (Бэнулеску-Бодони) преобразовал обитель в общежительный монастырь, а настоятелем назначает иеромонаха Феодосия. В 1815 году новым настоятелем стал игумен Синесий. Весной 1817 года иеромонах Иоанникий, вместе с тремя монахами, тайно покидает монастырь и возвращается в Нямецкую лавру. Осенью 1818 года настоятелем назначен игумен Венедикт, управлявший монастырём до своей смерти весной 1850 года. В конце 1840-х годов построена новая каменная Успенская церковь, освящённая 8 октября 1850 года. В 1851 году непродолжительное время настоятелем был архимандрит Митрофан (Вицинский). После него монастырём управлял игумен Варлаам (Чернявский). В 1851 году в обители проживало 14 монахов и 8 послушников. С 1857 по 1869 год во главе монастыря был архимандрит Герман, при котором построили зимнюю Троицкую церковь, освящённую 17 августа 1861 года. В 1872 году открыта школа для детей. В 1877—1878 годах действовал госпиталь для солдат, раненых в ходе русско-турецкой войны. В 1902 году в монастыре было 24 монаха и 13 послушников.
Осенью 1917 года большевики жестоко обращались с монахами и захватили часть монастырских властей. Пришедшие в 1918 году румынские интервенты провели аграрную реформу, вследствие которой монастырь лишился 157 гектаров земель. В 1923 году в обители проживало 89 насельников. 28 октября 1937 года Священный синод Румынской православной церкви преобразовал монастырь в женский. 14 августа 1938 года настоятельницей назначена игуменья Таисия (Пачу). Во время присоединения Бессарабии к СССР в июне 1940 года игуменья и несколько насельниц бежали в Румынию. По возвращении румынской армии в 1941 году новой настоятельницей стала Агапия (Брумэ) из Бухареста, но с возвращением советской армии в 1944 года она бежала. Осенью 1944 года настоятельницей стала Милитина (Бянова), а 23 ноября 1945 года — Евпраксия (Ноур). В 1946 году закрыт под давлением властей, а монахини переведены в Хировский монастырь.
В сентябре 1947 году зимнюю Троицкую церковь превратили в клуб. В Успенской церкви богослужения продолжались до 1954 года, когда её превратили в спортзал. В 1986 году она сгорела. В монастырских постройках последовательно размещались школа-интернат для глухонемых детей (1965—1973), колония для несовершеннолетних (1973—1986) и школа-интернат для детей с умственными отклонениями (1986—1994).
20 сентября 1994 года возрождён как мужской под руководством иеромонаха Василия (Чебана). С октября 2002 по декабрь 2005 года монастырём управлял архимандрит Амвросий (Мунтяну). 27 декабря 2005 года преобразован в женский, а настоятельницей стала игуменья Венедикта (Мура).

## Настоятели
- Иеромонах Серафим 1804—1810
- Схимонах Евфимий 1810—1812
- Иеромонах Феодосий 1812—1815
- Игумен Синесий 1815—1818
- Архимандрит Венедикт 1818—1850
- Архимандрит Митрофан (Вицинский) 1851
- Игумен Варлаам (Чернявский) 1851—1857
- Архимандрит Герман 1857—1869
- Игумен Ириней 1869—1879
- Архимандрит Герман 1879—1882
- Архимандрит Венедикт 1882—1884
- Архимандрит Варсонофий 1884—1890
- Архимандрит Паисий 1890
- Архимандрит Иоаким 1891—1893
- Иеромонах Севастиан 1893—1898
- Иеромонах Иоасаф (Гербиновский) 1898—1911
- Игумен Николай ?—1938
- Игуменья Таисия (Пачу) 1938—1940
- Игуменья Агапия (Брумэ) 1940—1944
- Игуменья Милитина (Бянова) 1944—1945
- Игуменья Евпраксия (Ноур) 1945—1946
- Игумен Василий (Чебан) 1994—?
- Архимандрит Амвросий (Мунтяну) 2002—2005
- Игуменья Венедикта (Мура) с 2005